# I maghi del brivido
I maghi del brivido (Alfred Hitchcock's Spellbinders in Suspense) è un'antologia di racconti di genere thriller e giallo.
Malgrado nell'opera sia presente un'introduzione firmata "Alfred Hitchcock", l'antologia è curata da Robert Arthur, che comunque insieme ad Hitchcock in persona aveva curato altre quattro antologie.